# Agave gigantensis
Agave gigantensis ist eine Pflanzenart aus der Gattung der Agaven (Agave). Trivialnamen sind „Mountain of the Giantess“ und „Sierra de la Giganta Agave“.

## Beschreibung
Agave gigantensis wächst solitär. Die offenen Rosetten sind 50 bis 100 cm hoch und 80 bis 120 cm breit. Die breiten, hartblättrigen, steifen, grüngefärbten bis bläulichen, lanzettenförmig, unregelmäßig angeordneten, gestreiften, spitz zulaufenden Blätter sind 40 bis 75 cm lang und 11 bis 16 cm breit. Die hornigen Blattränder sind variabel braun bis grau gezahnt. Der kräftige, graue Enddorn ist 2 bis 5 cm lang.
Der rispige, schmale Blütenstand wird 4 bis 5 m hoch. Die wachsartigen Knospen sind weiß gefärbt, gleichwohl sind die geöffneten, schlanken Blüten gelb gefärbt. Sie sind 48 bis 60 mm lang und erscheinen am oberen Teil des Blütenstandes an spärlichen, unregelmäßig angeordneten Verzweigungen. Die ausgebreitete Blütenröhre ist 4 bis 5 mm lang.
Die länglichen braunen dreikammerigen Kapselfrüchte sind 35 bis 40 mm lang und 12 bis 15 mm breit.

## Systematik und Verbreitung
Agave gigantensis wächst endemisch im mexikanischen Bundesstaat Baja California Sur, in Wüstenzonen in 600 bis 1520 m Höhe. Sie ist vergesellschaftet mit Nolina beldingii und verschiedenen Kakteenarten.
Die Erstbeschreibung durch Howard Scott Gentry ist 1978 veröffentlicht worden.
Agave gigantensis ist ein Vertreter der Gruppe Deserticolae. Sie wächst begrenzt in Gebirgsregionen der Sierra de la Giganta im südlichen Teil der Halbinsel. Typisch sind die dicken, hartblättrigen, steifen, variabel angeordneten gestreiften Blätter. Agave gigantensis ist eng verknüpft mit den weiteren Mitgliedern der Deserticolae Gruppe Agave avellanidens und Agave moranii. Agave gigantensis wird im Boyce Thompson Arboretum in Arizona, in Tucson kultiviert.